# Myrtle McAteer
Myrtle McAteer (Pittsburgh, 12 giugno 1878 – Los Angeles, 26 ottobre 1952) è stata una tennista statunitense.

## Carriera
Nel 1900 trionfò agli U.S. National Championships.

## Finali del Grande Slam

### Singolare

#### Vinte (1)
| Anno | Torneo             | Avversario in finale | Risultato     |
| 1900 | U.S. Championships | Edith Parker         | 6-2, 6-2, 6-0 |

#### Perse (1)
| Anno | Torneo             | Avversario in finale | Risultato               |
| 1901 | U.S. Championships | Elisabeth Moore      | 4-6, 6-3, 5-7, 6-2, 2-6 |